# Affligem

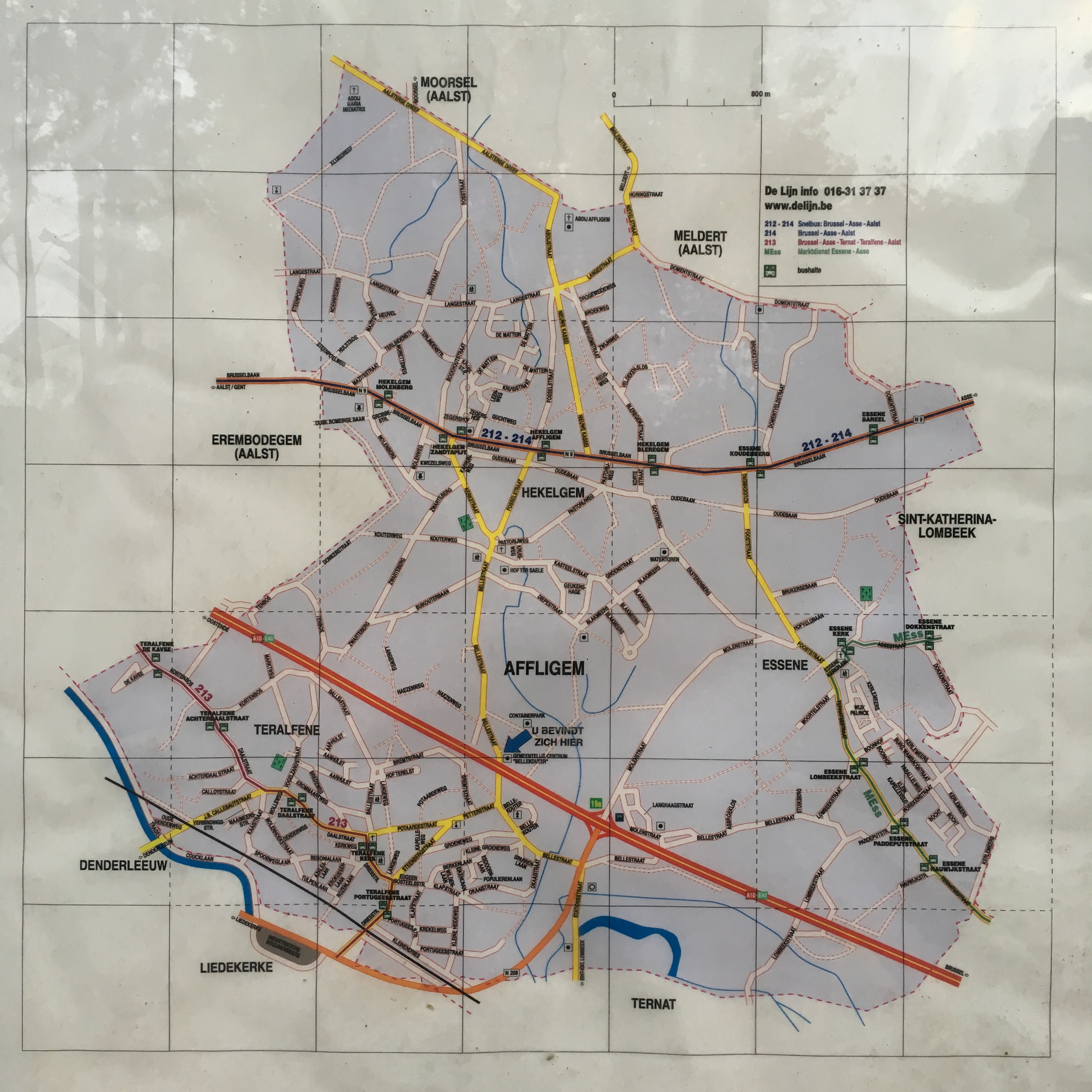
Openbaar stratenplan van de gemeente.

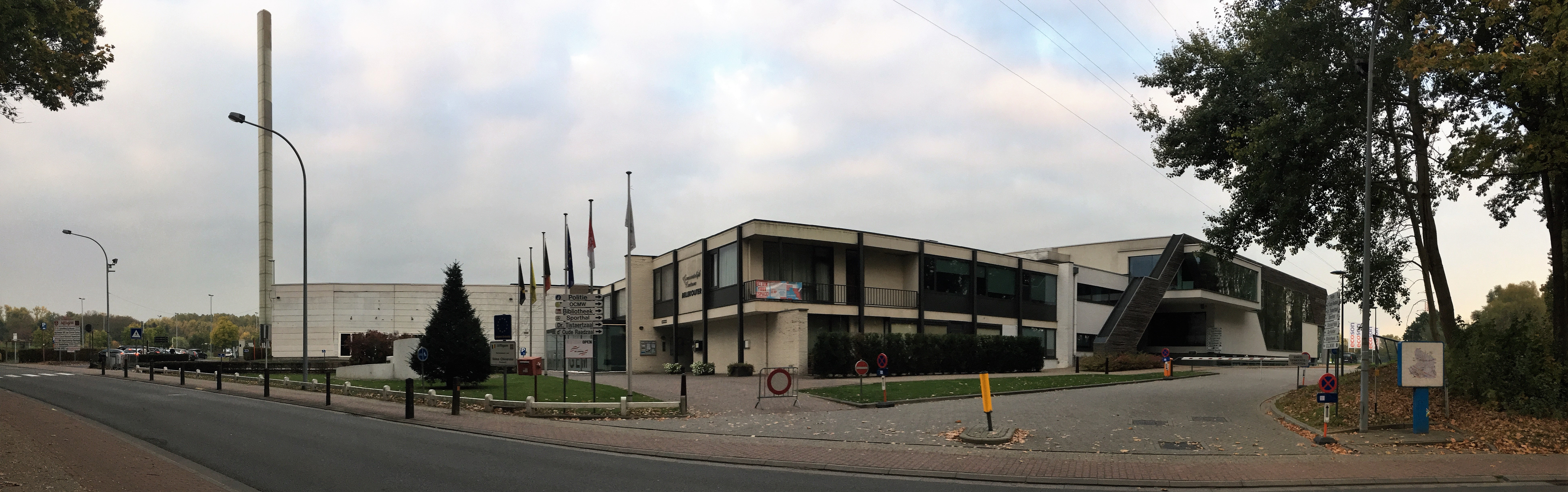
De Bellekoutersite bevindt zich tussen de kernen van de drie deelgemeenten en groepeert de meeste gemeentelijke diensten, waaronder het gemeentehuis.

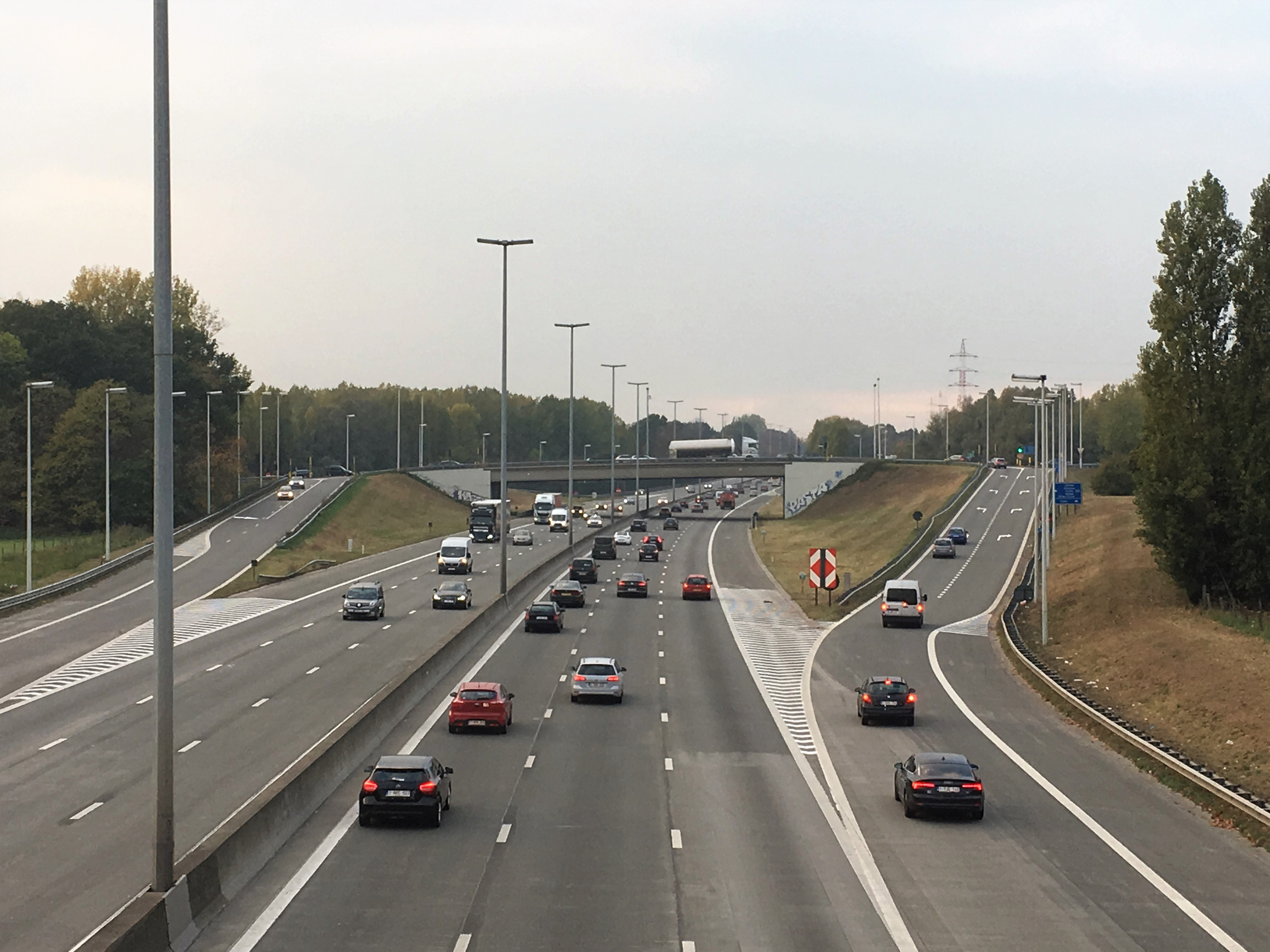
Op- en afrittencomplex van de E40/A10 te Affligem.

Affligem is een landelijke gemeente in de Belgische provincie Vlaams-Brabant. Het ligt met de Bellebeek op de grens van het Pajottenland en de Brabantse Kouters en telt ruim 13.000 inwoners, die Affligemnaren worden genoemd. Grensgemeenten zijn: Aalst (noorden en westen), Denderleeuw (zuidwesten), Liedekerke (zuiden), Ternat (zuidoosten) en Asse (oosten).
Affligem weerklinkt bijna dagelijks op de radio als knelpunt waar de files op de A10/E40 Oostende-Brussel ontstaan. Affligem heeft een eigen afrit aan die snelweg: 19a, evenals een carpoolparking.

## Etymologie
De vroegste vermeldingen van de plaatsnaam Affligem zijn Afnegen (1096), Haffligeniensis (1100), Haflengeint (1105) en Affligiensis (1112). De naam Affligem in zijn huidige vorm komt voor het eerst voor in 1130. Hij komt voort uit het Germaanse *Abulingahaim, dat op zijn beurt is opgebouwd uit de persoonsnaam Abulo- (of Avilo-), het verzamelsuffix -inga en het het woord haim-az "huis, nederzetting". De naam van de gemeente betekent dus letterlijk "woonplaats van de mensen/stam van Abulo/Avilo".

## Geschiedenis

### Tweede wereldoorlog
De gemeente werd rond 23 mei 1940 bezet door het Duitse leger en bevrijd rond 8 september 1944. In de speciale Nacht und Nebel concentratiekampen werd minstens één weerstander uit de gemeente ter dood gebracht door onthoofding.

## Deelgemeenten
De huidige gemeente Affligem is op 1 januari 1977 ontstaan uit de fusie van de volgende voormalige gemeenten die nu deelgemeenten zijn:
| # | Naam      | Opp. (km²) | Inwoners (2020) | Inwoners per km² | NIS-code |
| - | --------- | ---------- | --------------- | ---------------- | -------- |
| 1 | Essene    | 7,22       | 3.436           | 476              | 23105B   |
| 2 | Hekelgem  | 8,20       | 5.339           | 651              | 23105A   |
| 3 | Teralfene | 2,50       | 4.576           | 1.828            | 23003C   |

De gemeentenaam 'Affligem' kwam in voege op 9 juli 1980. Voordien werd de fusiegemeente ten voorlopige titel Hekelgem genoemd, evenwel tot ongenoegen van velen. Het was dankzij een wetsvoorstel van begin 1979 van Jef Valkeniers uit Schepdaal dat de naam van de fusiegemeente Hekelgem  werd gewijzigd in Affligem.
Het wapenschild van de gemeente Affligem (decreet 23 januari 1977) is afgeleid van het vroegere zegel van de schepenbank van de abdij van Affligem.
Het huidige gemeentehuis ontstond uit het nijverheidscomplex Boplaco, dat werd aangekocht omwille van zijn gunstige ligging in het geografisch centrum van Affligem. Aan het gemeentelijk centrum werden inmiddels tal van uitbreidingen aangebracht: een politiegebouw met magazijnen (1981), de sporthal "Bellekouter" en het cultureel centrum "Bellekouter" (1999).

## Demografische ontwikkeling
Alle historische gegevens hebben betrekking op de huidige gemeente, inclusief deelgemeenten, zoals ontstaan na de fusie van 1 januari 1977.
- Bronnen:NIS, Opm:1806 tot en met 1981=volkstellingen; 1990 en later= inwonertal op 1 januari

| Inwoners van jaar tot jaar op 1 januari 1992 tot heden | Inwoners van jaar tot jaar op 1 januari 1992 tot heden | Inwoners van jaar tot jaar op 1 januari 1992 tot heden |
| jaar                                                   | Aantal                                                 | Evolutie: 1992=index 100                               |
| ------------------------------------------------------ | ------------------------------------------------------ | ------------------------------------------------------ |
| 1992                                                   | 11.677                                                 | 100,0                                                  |
| 1993                                                   | 11.723                                                 | 100,4                                                  |
| 1994                                                   | 11.737                                                 | 100,5                                                  |
| 1995                                                   | 11.787                                                 | 100,9                                                  |
| 1996                                                   | 11.811                                                 | 101,1                                                  |
| 1997                                                   | 11.742                                                 | 100,6                                                  |
| 1998                                                   | 11.723                                                 | 100,4                                                  |
| 1999                                                   | 11.741                                                 | 100,5                                                  |
| 2000                                                   | 11.651                                                 | 99,8                                                   |
| 2001                                                   | 11.658                                                 | 99,8                                                   |
| 2002                                                   | 11.744                                                 | 100,6                                                  |
| 2003                                                   | 11.667                                                 | 99,9                                                   |
| 2004                                                   | 11.684                                                 | 100,1                                                  |
| 2005                                                   | 11.825                                                 | 101,3                                                  |
| 2006                                                   | 11.956                                                 | 102,4                                                  |
| 2007                                                   | 12.169                                                 | 104,2                                                  |
| 2008                                                   | 12.242                                                 | 104,8                                                  |
| 2009                                                   | 12.347                                                 | 105,7                                                  |
| 2010                                                   | 12.397                                                 | 106,2                                                  |
| 2011                                                   | 12.461                                                 | 106,7                                                  |
| 2012                                                   | 12.615                                                 | 108,0                                                  |
| 2013                                                   | 12.851                                                 | 110,1                                                  |
| 2014                                                   | 12.953                                                 | 110,9                                                  |
| 2015                                                   | 13.016                                                 | 111,5                                                  |
| 2016                                                   | 13.079                                                 | 112,0                                                  |
| 2017                                                   | 13.129                                                 | 112,4                                                  |
| 2018                                                   | 13.225                                                 | 113,3                                                  |
| 2019                                                   | 13.228                                                 | 113,3                                                  |
| 2020                                                   | 13.351                                                 | 114,3                                                  |
| 2021                                                   | 13.407                                                 | 114,8                                                  |
| 2022                                                   | 13.466                                                 | 115,3                                                  |
| 2023                                                   | 13.556                                                 | 116,1                                                  |
| 2024                                                   | 13.651                                                 | 116,9                                                  |
| 2025                                                   | 13.770                                                 | 117,9                                                  |

## Politiek

### Burgemeesters
- 1977-2007 : Leo Guns (Open Vld)
- 2007-2010 : Yvan T'Kint (Onafhankelijke Liberalen / Visie)
- 2011-0000 : Walter De Donder (CD&V)

### Bestuur 2013-2018
Burgemeester tijdens de bestuursperiode 2013-2018 was Walter De Donder (LIJST BURGEMEESTER). Hij leidde een coalitie bestaande uit LIJST BURGEMEESTER en N-VA. Samen vormden ze de meerderheid met 15 op 23 zetels in de gemeenteraad. Walter De Donder is naast zijn rol als burgemeester ook acteur, waarin hij ook, toepasselijk, de burgemeester speelt in het kinderprogramma Samson & Gert. Schepenen waren eerste schepen Leo De Ryck (overleden 28/3/2018), tweede schepen Guy Uyttersprot, derde schepen Herman Steppe, vierde schepen Bert De Roeck, vijfde schepen Belinda Everaert en zesde schepen Els Van Nieuwenhove.

### Bestuur 2019-2024
Bij de gemeenteraadsverkiezingen van 14 oktober 2018 kreeg de LIJST BURGEMEESTER de meeste stemmen en kreeg Walter De Donder 2.600 voorkeursstemmen. Hij werd opnieuw burgemeester in een coalitie met het liberale OPEN2040. Samen vormen ze een meerderheid van 16 zetels in de gemeenteraad. Eerste schepen is Tim Herzeel. Tweede schepen is Hans Cornand, derde schepen is Herman Steppe, vierde schepen is Greet Van Holsbeeck en vijfde schepen is Denise De Paepe.

### Bestuur 2024-2030
Bij de gemeenteraadsverkiezingen van 13 oktober 2024 werd Team Burgemeester de grootste partij met 10 van de 23 zetels. Walter De Donder behaalde met 1.841 voorkeurstemmen de sterkste persoonlijke score op de lijst en kon dus opnieuw burgemeester worden. Team Burgemeester vormde een coalitie met het liberale Open Affligem, die een meerderheid van 16 zetels vormden. Eerste schepen is opnieuw Tim Herzeel, tweede schepen is Hans Cornand. Derde schepen is Greet Van Holsbeeck, vierde schepen is Herman Steppe, vijfde schepen is Denis De Paepe. De voorzitter van de gemeenteraad werd Lander De Backer van de lijst Team Burgemeester.

### Resultaten gemeenteraadsverkiezingen sinds 1976
| Partij of kartel     | Partij of kartel                                                                                | 10-10-1976 | 10-10-1976 | 10-10-1982 | 10-10-1982 | 9-10-1988 | 9-10-1988 | 9-10-1994 | 9-10-1994 | 8-10-2000 | 8-10-2000 | 8-10-2006 | 8-10-2006 | 14-10-2012 | 14-10-2012 | 14-10-2018 | 14-10-2018 | 13-10-2024 | 13-10-2024 |
| Stemmen / Zetels     | Stemmen / Zetels                                                                                | %          | 21         | %          | 21         | %         | 21        | %         | 21        | %         | 21        | %         | 21        | %          | 23         | %          | 23         | %          | 23         |
| -------------------- | ----------------------------------------------------------------------------------------------- | ---------- | ---------- | ---------- | ---------- | --------- | --------- | --------- | --------- | --------- | --------- | --------- | --------- | ---------- | ---------- | ---------- | ---------- | ---------- | ---------- |
|                      | CD&V/N-VA/PLUSD / Groen1                                                                        | -          |            | -          |            | -         |           | -         |           | -         |           | 36,38D    | 8         | -          |            | 7,981      | 1          | 4,81       | 0          |
|                      | SP1 / VLD-SPC/ CD&V/N-VA/PLUSD/ Lijst BurgemeesterE/ Team BurgemeesterF                         | 5,431      | 0          | 8,31       | 1          | 9,531     | 1         | C         |           | 5,941     | 0         | 36,38D    | 8         | 37,41E     | 10         | 41,04E     | 10         | 39,4F      | 10         |
|                      | CVP1/ Affligem '94B/ CD&V/N-VA/PLUSD/ Lijst BurgemeesterE/ Team BurgemeesterF                   | 39,371     | 9          | 37,921     | 9          | 33,791    | 7         | 38,68B    | 9         | 23,751    | 5         | 36,38D    | 8         | 37,41E     | 10         | 41,04E     | 10         | 39,4F      | 10         |
|                      | PVV-VUA / VU1 / Affligem '94B / VU&ID2 / CD&V/N-VA/PLUSD / N-VA3                                | 47,24A     | 11         | 11,161     | 2          | 15,211    | 3         | 38,68B    | 9         | 20,922    | 5         | 36,38D    | 8         | 19,863     | 5          | 25,173     | 6          | 21,33      | 5          |
|                      | PVV-VUA / CTL1 / PVV2 / VLD-SPC / VLD3 / VLD-Visie4 / Open VLD-CTL5 / OPEN20406/ Open Affligem7 | 47,24A     | 11         | 38,461     | 9          | 41,472    | 10        | 47,99C    | 11        | 44,023    | 11        | 43,264    | 9         | 25,025     | 6          | 25,816     | 6          | 24,07      | 6          |
|                      | Vlaams Blok1/Vlaams Belang2                                                                     | -          |            | -          |            | -         |           | 3,661     | 0         | -         |           | 20,362    | 4         | 3,892      | 0          | -          |            | 10,52      | 2          |
|                      | Affligem.nu                                                                                     | -          |            | -          |            | -         |           | -         |           | -         |           | -         |           | 13,16      | 2          | -          |            | -          |            |
| Anderen(*)           | Anderen(*)                                                                                      | 7,96       | 1          | 4,16       | 0          | -         |           | 9,67      | 1         | 5,38      | 0         | -         |           | 0,66       | 0          | -          |            | -          |            |
| Totaal stemmen       | Totaal stemmen                                                                                  | 7.262      | 7.262      | 8.131      | 8.131      | 8.565     | 8.565     | 8.846     | 8.846     | 8.822     | 8.822     | 9.181     | 9.181     | 9.271      | 9.271      | 9.182      | 9.182      | 6.928      | 6.928      |
| Opkomst %            | Opkomst %                                                                                       |            |            |            |            | 97,37     | 97,37     | 95,74     | 95,74     | 95,13     | 95,13     | 96,69     | 96,69     | 94,96      | 94,96      | 95,42      | 95,42      | 68,7       | 68,7       |
| Blanco en ongeldig % | Blanco en ongeldig %                                                                            | 1,79       | 1,79       | 2,95       | 2,95       | 3,05      | 3,05      | 3,93      | 3,93      | 3,64      | 3,64      | 3,7       | 3,7       | 2,01       | 2,01       | 3,60       | 3,60       | 0,6        | 0,6        |

De zetels van de gevormde coalitie staan vetjes afgedrukt. De grootste partij is in kleur.

(*) 1976: SMEDER / 1982: ASDP / 1994: JA / 2000: cTroch / 2012: VOLKS

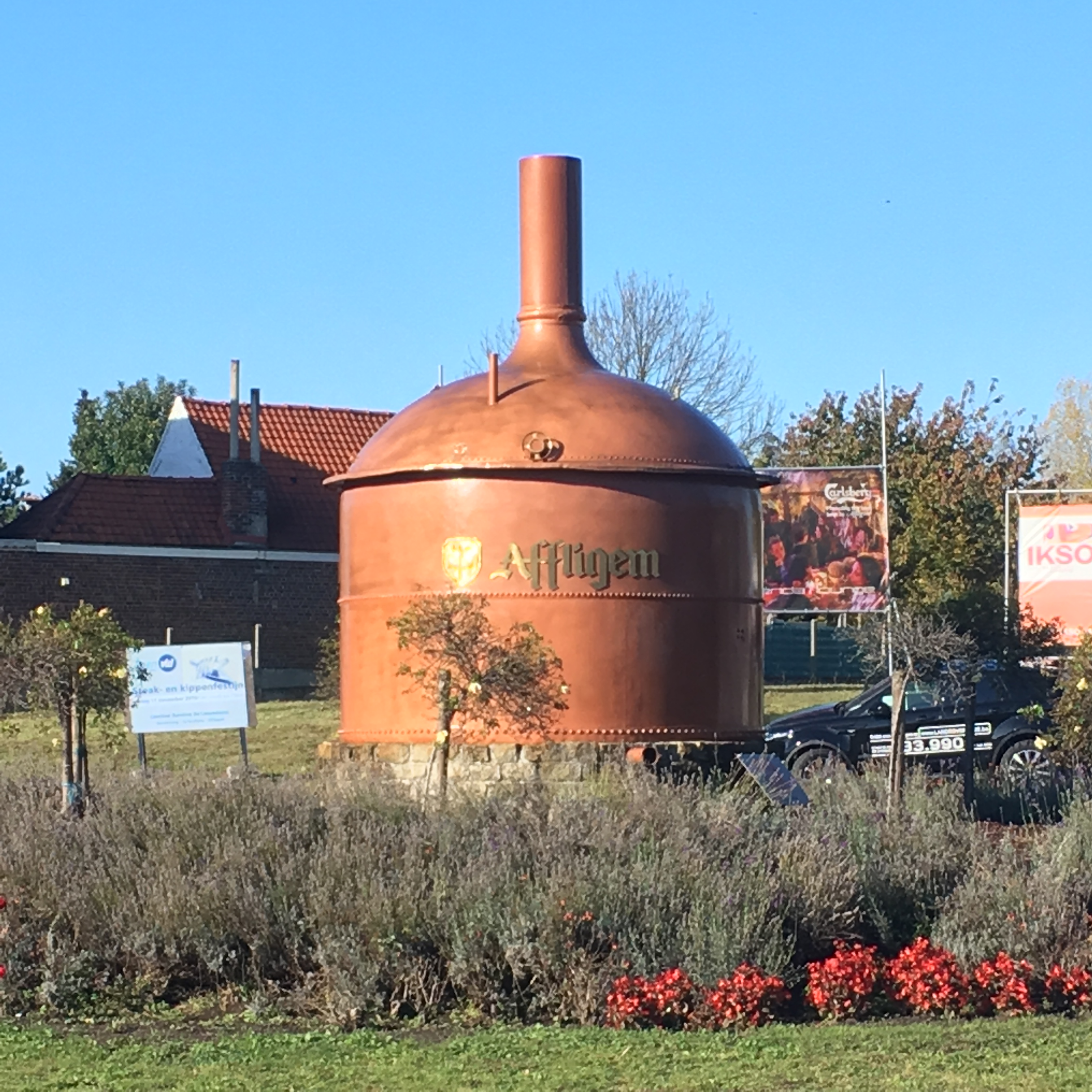
Oude koperen brouwketel van de brouwerij Affligem als monument (ingewijd in 2009). Het bier wordt echter gebrouwen in Opwijk.

## Partnersteden
- Valea Chioarului (Roemenië)

## Mobiliteit

### Openbaar vervoer
Verschillende buslijnen van de vervoersmaatschappij De Lijn verbinden de gemeente met haar buurgemeenten en Brussel. Met name: 
- Lijn 42 (Aalst - Meldert - Asse)
- Lijn 103 (naar markt)
- Lijn 116 (Brussel - Ternat)
- Snelbus 212 (Brussel - Aalst)
- Lijn 213 (Brussel - Via Teralfene - Aalst)
- Lijn 214 (Brussel - Aalst)
- Lijn 625 (Pamel - Liedekerke - Essene)
- Belbus 340 (Faluintjes - Opwijk)

### Spoorweg
Aan de zuidelijke rand van deze gemeente bevinden zich spoorwegstations Liedekerke (tot 1982: Liedekerke-Teralfene) en Essene-Lombeek, allebei op spoorlijn 50 Brussel-Noord – Jette – Denderleeuw – Aalst – Gent-Sint-Pieters.

## Toerisme
Door deze gemeente loopt onder meer de fietsroute Denderende steden.

## Sport
- Grote Prijs Affligem